# Net Yaroze
Pour un article plus général, voir PlayStation.

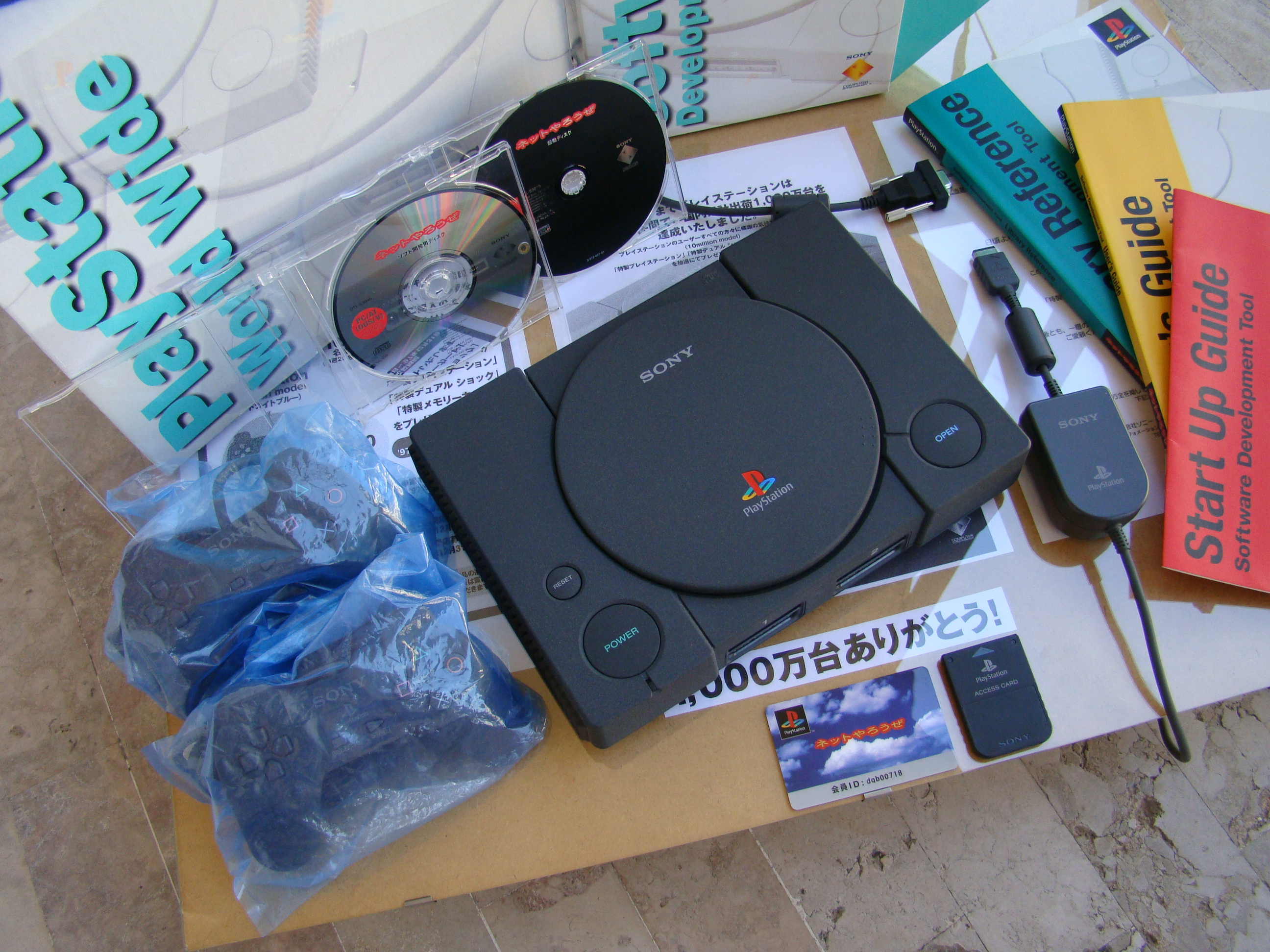
Sony Net Yaroze avec son kit de developpement.

La Net Yaroze (ネットやろうぜ, Netto Yarōze) est un kit de développement pour PlayStation, sorti en 1996 au Japon et en 1997 dans les autres territoires, destiné aux développeurs amateurs. Elle a été conçue par Ken Kutaragi.
Ce kit comprend une console PlayStation non zonée, de couleur noire et d'une texture différente de la machine courante, avec un BIOS différent qui lui permet de télécharger programmes et données via un câble série. Un dongle, qui se branche sur le port pour carte mémoire numéro 1, est nécessaire pour l'exécution des programmes, ainsi qu'un CD de démarrage ; tous ces éléments sont inclus dans le kit, qui comprend également des manuels d'utilisation et de référence ainsi que deux manettes assorties à la machine,,,,,,,,,,,,,,.

## Contenu
Le kit Net Yaroze contient les éléments suivants, :
- La console PlayStation Net Yaroze et deux manettes, qui se différencient d'une PlayStation et des manettes standard par leur couleur noire mat, sa ROM d'amorçage différente, l'absence de zonage, et le schéma de cryptage utilisé ;
- Le câble de communications, un câble série spécial utilisé pour relier la console à un ordinateur :
- Le disque-clé Net Yaroze, nécessaire pour amorcer les programmes chargés depuis un ordinateur ;
- La carte d'accès, une clé amovible en forme de carte mémoire à insérer dans le port carte mémoire no. 1 pour démarrer les programmes chargés depuis un ordinateur ;
- Un CD-ROM contenant des outils de développement pour ordinateur. Ceux-ci varient selon la version du kit, mais il y a dans tous les cas un compilateur C, un assembleur, un linker, un débuggeur, des outils pour convertir les fichiers graphiques et sonores au format PlayStation, et des bibliothèques de programmation ;
- Les guides d'utilisation Start Up Guide, Library Reference, et User's Guide. Ceux-ci contiennent la documentation concernant les bibliothèques de programmation spécifiques à la PlayStation, mais ne contiennent pas d'instructions pour programmer ; le kit Net Yaroze présuppose que l'utilisateur possède les connaissances de base en programmation nécessaires.

## Spécificités
La Net Yaroze, quoique non zonée, existe en trois variantes : la première pour le Japon, la deuxième pour l'Amérique du Nord et la troisième pour l'Europe et l'Australie. Cette dernière démarre en mode PAL, tandis que les deux autres démarrent en mode NTSC.
La Net Yaroze était uniquement disponible à l'achat sur commande (par courrier, fax ou e-mail) ; Sony en a aussi fourni à des universités au Royaume-Uni, en France, aux États-Unis et au Japon.
De plus, une version de CodeWarrior pour PlayStation est sortie pour Windows et Macintosh en octobre 1996.
La Net Yaroze ne propose pas certaines fonctionnalités du kit de développement logiciel PlayStation officiel, comme le débugging hardware avancé, certaines bibliothèques, et le support technique étendu de Sony. Des groupes Usenet dédiés, dont l'accès était limité aux seuls membres Net Yaroze, étaient maintenus par Sony ; l'hébergement de pages d'accueil pour les créateurs de jeux était aussi fourni. L'accès était restreint en fonction de la région d'origine du kit, ce qui a rendu quasi-impossible la collaboration entre utilisateurs de différents territoires.
La mémoire vive (RAM) principale de la Yaroze, faisant 2 mégaoctets de taille, est la même que celle du modèle grand public. Le code du jeu, les graphismes, les échantillons audio et les environnements d'exécution étaient limités de manière à pouvoir être contenus dans cette mémoire principale, accompagnée d'un mégaoctet de VRAM, et 0,5 mégaoctet de RAM sonore, car la Net Yaroze ne peut pas lire les CD-ROM gravés par des utilisateurs, une restriction nécessaire pour empêcher le piratage et s'assurer que le programme Yaroze ne fasse pas concurrence aux kits de développement professionnels. Il y a quelques jeux du commerce (par exemple Devil Dice) qui peuvent être entièrement chargés dans la RAM, et ont été développés avec la Net Yaroze, et qui n'utilisent le CD qu'au format CDDA, c'est-à-dire pour le spooling de l'audio.

## Jeux produits
Sony met en ligne un forum sur lequel les utilisateurs peuvent partager leurs propres jeux, échanger des astuces de programmation, et poser des questions aux membres du support technique de Sony. Beaucoup de jeux réalisés par les développeurs amateurs sur la Net Yaroze ont été publiés sur différents disques de démo qui accompagnaient PlayStation Magazine en France, et les autres magazines PlayStation officiels en Europe (comme l’Official UK PlayStation Magazine au Royaume-Uni) de 1997 à 2004. Le dernier numéro de l’Official UK PlayStation Magazine, le numéro 108, proposait une compilation de beaucoup de jeux Net Yaroze. Un disque PlayStation traditionnel, contenant un certain nombre de jeux développés par les utilisateurs, a été produit par SCEE et envoyé aux propriétaires de Net Yaroze de la zone PAL.
Certains de ces jeux sont basés sur des classiques de l'arcade comme Mr. Do! et Puzzle Bobble, tandis que d'autres (par ex. Time Slip) sont des concepts originaux. Le Game Developer UK Competition de 1998, un concours organisé par Scottish Enterprise en collaboration avec la Scottish Games Alliance, Sony et le magazine Edge, acceptait les jeux Yaroze ; le gagnant fut Chris Chadwick pour son jeu Blitter Boy – Operation: Monster Mall. Une version mise à jour de Time Slip est sortie sur Xbox Live Arcade en février 2011 et Windows en janvier 2012. Certains développeurs pour la machine sont passés dans l'industrie, comme Mitsuru Kamiyama, à l'origine de Fatal Fantasy et de Terra Incognita, devenu réalisateur de la série Final Fantasy Crystal Chronicles chez Square Enix.
La Net Yaroze n'était ni le premier, ni le seul kit de développement pour console grand public. Il y a eu Develo pour PC-Engine avant, puis la WonderWitch après. La GP32 peut faire tourner des programmes créés par les utilisateurs dans sa version commerciale. Enfin quelques anciennes consoles (Astrocade, NES) ont des capacités limitées de programmation avec des dialectes BASIC.
La Net Yaroze n'a pas eu de successeurs sur les consoles PlayStation suivantes, mais Linux pour PlayStation 2 de Sony et YA-BASIC sur PlayStation 2 offrent aux développeurs amateurs des fonctionnalités semblables.